# ギルバートハウス (フォークランド諸島)

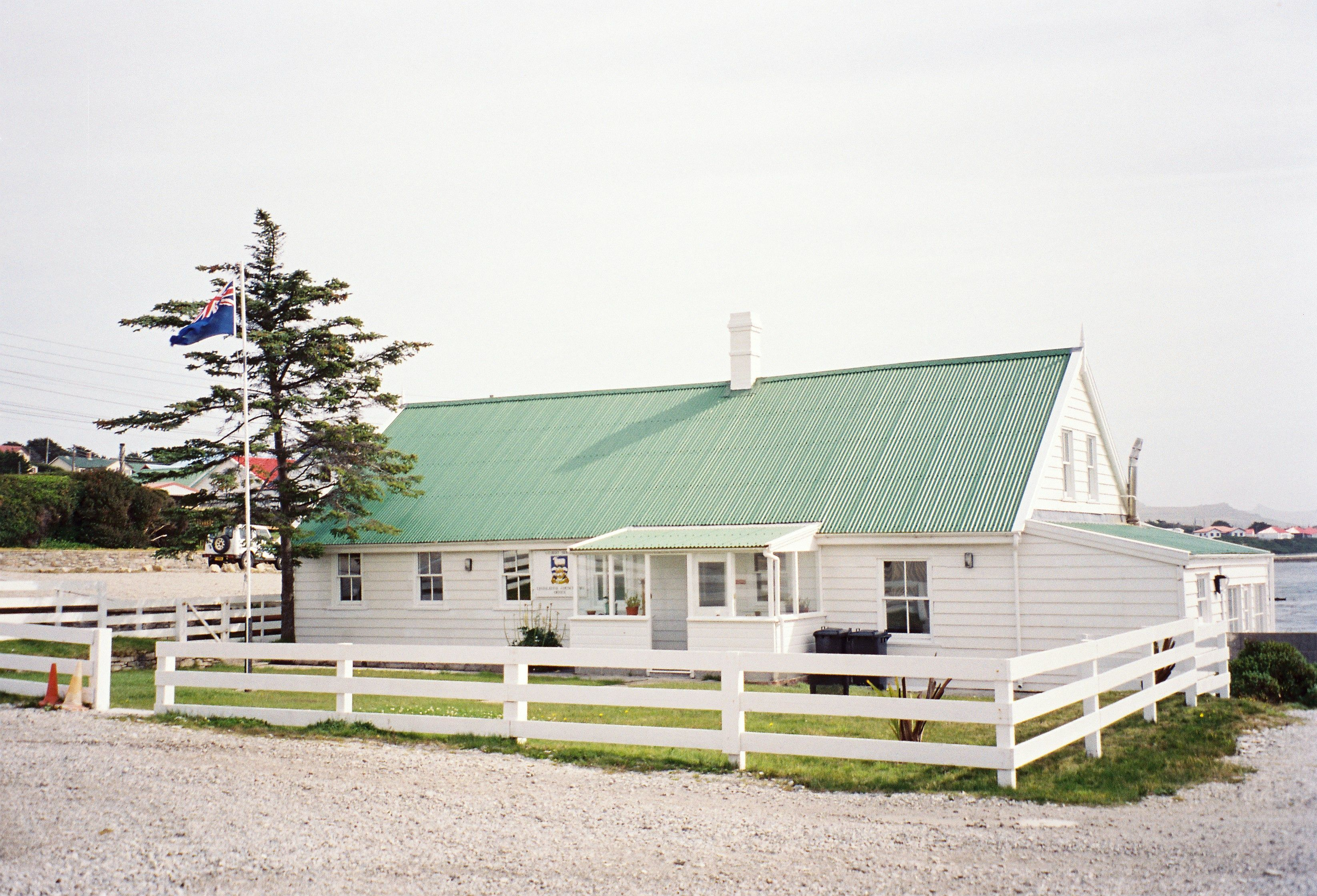
北東側から見たギルバートハウス

ギルバートハウス (Gilbert House) は、フォークランド諸島のスタンリーにある、立法議会の議事堂。ロス・ロード (Ross Road) に位置しており、マルビナ・ハウス・ホテルの向かい側にある。立法議会の議員は、いずれもギルバートハウスに事務所をもっている。
ギルバートハウスは、指定建造物となっている。
もともと1850年代に、新規に到着した入植者を受け入れる建物として建設されたが、その後、1908年から1915年にかけては、ビクトリア・コテッジ・ホーム (Victoria Cottage Home) という名称の療養所として用いられた。